# Дождь в горах
«Дождь в горах» (англ. Raining in the Mountain, кит. трад. 空山靈雨, упр. 空山灵雨, палл. Кун шань лин юй) — фильм режиссёра и сценариста Кинга Ху, вышедший в прокат в 1979 году. В главных ролях — Сюй Фэн, Сунь Юэ, Тун Линь и Тянь Фэн. Съёмки проходили в Южной Корее в 1978 году. Входит в список 100 лучших китайских кинолент по версии Гонконгской кинопремии.

## Сюжет
Средневековый Китай эпохи Мин. Богач Вэнь и его попутчики, Белая Лиса и Золотой Замок, путешествуют через горы в монастырь Саньбао. Они планируют украсть ценный свиток. Белая Лиса и Золотой Замок демонстрируют профессиональное мастерство в искусстве воровства и навыки в боевых искусствах, предприняв попытки (спланированные Вэнем) захватить драгоценный объект. В то же самое время генерал Ван и его помощник, командир Чжан Чэн, прибывают монастырь с аналогичной целью. За это время пожилой настоятель должен уйти на покой, и три кандидата соревнуются за освободившееся место. Как миряне, Вэнь и Ван также привлекаются в качестве советников во время борьбы, решение в которой выносит мастер Хуэйвэнь, принадлежащий к секте, допускающей женщин. Ко всеобщему удивлению, должность отходит к новичку Цю Мину, бывшему каторжнику, сосланному за защиту специального свитка своей семьи. Под именем Хуэймин он в корне пресекает неудачный бунт кандидата из-за плохого питания, предложив монахам заняться выращиванием собственной еды. Соперничающие между собой гости монастыря предпринимают многочисленные попытки украсть свиток, что приводит к смерти Золотого Замка и Чжан Чэна, в то время как женская свита Хуэйвэня одолевает Белую Лису. Фильм заканчивается на том, как Белая Лиса становится послушницей.

## В ролях
| Актёр         | Роль                     |
| ------------- | ------------------------ |
| Сюй Фэн       | Бай Ху (Белая Лиса)      |
| Сунь Юэ       | богач Вэнь Ань           |
| Тун Линь      | Цю Мин                   |
| Тянь Фэн      | генерал Ван              |
| Чэнь Хуэйлоу  | командир Чжан Чэн        |
| Пол Чхёнь     | монах Хуэйсы             |
| У Цзясян      | учитель Увай             |
| Ын Минчхой    | Цзинь Со (Золотой Замо́к) |
| Лу Чунь       | монах Хуэйвэнь           |
| Цзинь Чангэнь | настоятель Чжиянь        |
| Ши Цзюнь      | монах Хуэйтун            |
| Ли Вэньтай    | жалующийся монах         |
| Ван Гуанъюй   | жалующийся монах         |
| Тоу Вайво     | продаёт еду монахам      |
| Сиу Такфу     | монах (массовка)         |

## Съёмочная группа
- Компания: Lo & Hu Company Productions Ltd.
- Продюсер: Кинг Ху, Ву Сю-ю
- Исполнительные продюсеры: Ло Хоймук, Чун Лин[англ.]
- Режиссёр и сценарист: Кинг Ху
- Ассистент режиссёра: Тун Линь, Фред Тань
- Постановка боевых сцен: Ын Минчхой[кит.]
- Монтаж: Кинг Ху, Сиу Нам
- Грим: Ли Лицзюань
- Оператор: Генри Чань
- Композитор: У Дацзян[кит.]

## Производство
В 1977 году Кинг Ху заключил контракт на создание фильма с гонконгскими кинопродюсерами Ло Хоймуком и Ву Сю-ю. Съёмки проходили в 1978 году в Южной Корее, где Кинг Ху также одновременно режиссировал другую свою картину «Легенда гор» (1979).

## Прокат
Премьера в кинотеатральном прокате Гонконга состоялась 11 июля 1979 года. Его окончание — 18 июля. Восьмидневный прокат на больших экранах принёс кинокартине Кинга Ху кассовые сборы в размере 1 293 494,2 HK$.

## Восприятие
Несмотря на провал по кассовым сборам, фильм был официально выбран представлять Гонконг на 52-й церемонии вручения наград премии «Оскар» в категории «Лучший фильм на иностранном языке», однако не попал в шорт-лист номинации.
На 24-й церемонии вручения Гонконгской кинопремии азиатские кинокритики, кинематографисты и актёры выбрали сотню лучших кинолент из Гонконга, Тайваня и Китая. По итогам голосования «Дождь в горах» разместился в списке на 59 месте.
На сайте-агрегаторе рецензий Rotten Tomatoes у фильма 100 % положительных рецензий на основе 9 отзывов со средней оценкой 7,50 из 10 от кинокритиков, в то время как общий зрительский рейтинг составляет 72 % и оценку 3,8 из 5.